# Главный министр
Главный министр — избираемый глава правительства местного уровня (штата, союзной территории, провинции, заморской территории и тому подобного). Главные министры управляют территориями Австралии, штатами и территориями Индии, провинциями Шри-Ланки и Пакистана, несколькими штатами Малайзии (Малакка, Сабах, Пинанг, Саравак).
В истории есть также примеры переименования или упразднения такой должности: в 1950—1970-х годах главные министры существовали в  Гренаде, Сент-Винсенте и Гренадинах, британском Маврикии, Сент-Китсе и Невисе, Сент-Люсии, Доминике, на Соломоновых Островах. В Папуа — Новой Гвинее главный министр Майкл Томас Сомаре работал с 1972 по 1975 год. Позднее во всех этих государствах должность была переименована в «премьер-министра». Главные министры в бантустанах (пример — Кайсер Матанзима из ЮАР)
 исчезли вместе с этими образованиями.
Кроме того, «главными министрами», «премьер-министрами» и «канцлерами» иногда называли китайских чэнсянов.
Главные министры (Gongzim) были также в Бутане до введения должности премьер-министра.